# Lista de Lifetime Achievement Awards
Os Lifetime Achievement Awards ("Prêmios de Conquistas ao Longo da Vida") são concedidos por várias organizações, para reconhecer contribuições ao longo de toda uma carreira, em vez de ou além de contribuições únicas.
Tais prêmios e organizações que os apresentam incluem:

## A
- A.C. Redfield Lifetime Achievement Award
- Academy Honorary Award
- Acharius Medal
- AFI Life Achievement Award
- American Society of Landscape Architects Medal
- Anisfield-Wolf Book Awards
- ANR National Award
- Asianet Film Awards

## B
- BBC Jazz Awards
- BBC Sports Personality of the Year Lifetime Achievement Award
- BET Lifetime Achievement Award
- BBC Radio 2 Folk Awards
- BBC Sports Personality of the Year
- BET Awards
- Botanical Society, Dr. Hari Singh Gour University Sagar M.P
- Billboard Latin Music Lifetime Achievement Award
- Bram Stoker Award for Lifetime Achievement
- British Academy Television Awards
- British Comedy Awards
- Buck O'Neil Lifetime Achievement Award
- BCAHRB Lifetime Achievement Award

## C
- Canadian Music Hall of Fame
- Carol Burnett Award for Achievement in Television
- Chicago International Film Festival
- Christopher Brennan Award
- Council of Fashion Designers of America
- Covenant Awards
- CTBUH Skyscraper Award
- Premio Cuervo Tradicional

## D
- Dadasaheb Phalke Award
- Daytime Emmy Award
- Dawn Breakers International Film Festival
- Denham Harman Research Award
- Detektor
- Dhyan Chand Award
- Disney Legend Award
- Donostia Award
- Down Beat Lifetime Achievement Award

## E
- Earle Grey Award
- Emmy Award
- Enrico Fermi Award
- Elvis Presley

## F
- Filipino Academy of Movie Arts and Sciences Award
- Filmfare Lifetime Achievement Award
- Filmfare Lifetime Achievement Award (South)
- Freedom of the Press Lifetime Achievement Award
- Federasi Teater Indonesia Achievement Award
- Folksbiene National Yiddish Theatre

## G
- GMA Canada
- GMA Canada Lifetime Achievement Award
- Gawad Urian Awards
- Game Developers Choice Awards
- Gershwin Prize
- Golden Globe Cecil B. DeMille Award
- Golden Pen Lifetime Achievement Award
- Governor General's Awards
- Grammy Lifetime Achievement Award
- Gumshoe Awards

## H
- Himakshara Lifetime Achievement Award
- HiPipo Music Awards
- Hong Kong Film Award for Lifetime Achievement

## I
- IIFA Lifetime Achievement Award
- Indspire Awards
- International Sculpture Center
- International Clarinet Association Honorary Membership
- International League Against Epilepsy
- International Primatological Society IPS Lifetime Achievement Award[1]
- Internet Hall of Fame

## J
- Jeffery Deaver Lifetime Achievement Award
- Jim Thorpe Lifetime Achievement Award
- John Bunn Award
- John Muir Lifetime Achievement Award
- Jill Tarter

## K
- Kennedy Center Honors
- Kerala State Film Award for Lifetime Achievement
- Kluge Prize

## L
- Lannan Literary Awards
- Latin Grammy Lifetime Achievement Award
- Lemelson–MIT Prize
- Lifetime Achievement Emmy
- Leroy P. Steele Prize
- Lo Nuestro Excellence Award
- List of Israel Prize recipients
- List of Grammy Award categories
- List of National Hockey League awards
- Longford Lyell Award
- Lux Style Award

## M
- Margaret Collier Award
- MAC Awards
- MTV Movie Awards
- MTV Video Vanguard Award
- Major dhyan chand life time achievement award

## N
- NTR National Award
- NAACP Theatre Award – Lifetime Achievement Award
- National Air and Space Museum Trophy
- National Television Awards
- NBA Lifetime Achievement Award
- NCM Awards - Lifetime Achievement Award
- Nobel Peace Prize
- Nuclear-Free Future Award

## O
- Oscar Hammerstein Award

## P
- Paul "Bear" Bryant Award
- PEN/ESPN Lifetime Achievement Award for Literary Sports Writing
- Pennsylvania NewsMedia Association#Awards
- PGA Tour Lifetime Achievement Award
- Pilgrim Award
- Positive Coaching Alliance
- Pride of Britain Awards
- PWI Stanley Weston Award

## R
- Raghupathi Venkaiah Award
- Retail Council of Canada
- Rushden Academy - Harley Childs

## S
- Scientific Contribution Award
- SEAMUS Lifetime Achievement Award
- Sidney Kobre Award for Lifetime Achievement in Journalism History
- Society for Developmental Biology (SDB)
- Special Tony Award
- Sports Lifetime Achievement Award
- Star Screen Lifetime Achievement Award
- Stardust Award for Lifetime Achievement

## T
- Themed Entertainment Association
- Truman Capote Award for Literary Criticism

## U
- USENIX

## W
- Willie Nelson Lifetime Achievement Award
- World Fantasy Award for Life Achievement
- World Soundtrack Award – Lifetime Achievement

## Y
- Young Artist Former Child Star Lifetime Achievement Award

## Z
- Zee Cine Award for Lifetime Achievement